# Geoffrey Kondogbia
Pour les articles homonymes, voir Kondogbia.
Geoffrey Kondogbia, né le 15 février 1993 à Nemours en France, est un footballeur international centrafricain qui évolue au poste de milieu de terrain à l'Olympique de Marseille.
En 2018, il décide d'opter pour la nationalité sportive centrafricaine après avoir porté à cinq reprises le maillot de l'équipe de France et être passé par toutes les catégories jeunes.

## Biographie

### Jeunesse et formation
Né à Nemours en février 1993 de parents originaires de République centrafricaine, Geoffrey Kondogbia passe toute son enfance dans la commune de Nandy. Déjà plus fort que ses amis, il déclare très tôt vouloir « passer à la télévision ».
Après avoir évolué au FC Nandy, il continue son parcours en équipes de jeunes à l'US Sénart-Moissy jusqu'à l'âge de 11 ans.

### Carrière en club

#### RC Lens (2010-2012)
Après avoir été formé au suse, Geoffrey Kondogbia signe son premier contrat professionnel en avril 2010. Il fait ses débuts en équipe première le 21 novembre 2010, contre l'Olympique lyonnais en remplaçant Toifilou Maoulida à la 84e minute sous les ordres de Jean-Guy Walleme (1-3). Avec l'arrivée de László Bölöni en janvier et la descente de son club assurée, Kondogbia entre de nouveau en jeu face à l'AC Arles-Avignon (0-1) puis est titularisé une semaine plus tard face à Nancy dans une surprenante position d'attaquant.
Après la descente de son club en Ligue 2 et malgré le départ de son grand ami, Raphaël Varane, pour le Real Madrid, Geoffrey Kondogbia reste dans l'Artois. Jean-Louis Garcia, son troisième entraîneur en huit mois, lui fait confiance et en fait son titulaire au milieu de terrain. Pour cette nouvelle saison, il s'empare du no 19 et devient l'un des piliers de l'équipe avec l'émergence progressive de ses copains des équipes des jeunes tels que Serge Aurier, Thorgan Hazard ou Alexandre Coeff. Il inscrit son seul but sous la tunique lensoise lors de la 32e journée et une large victoire 3-0 à Tours. Souvent averti (9 cartons jaunes en 37 matchs), il est tout de même titularisé à 34 reprises sur l'ensemble de la saison. En Coupe de la Ligue, Kondogbia et les siens se font sortir en huitièmes par l'Olympique de Marseille, 4-0, après avoir battu Tours puis Evian, pensionnaire de Ligue 1, sur le même score 1-0. Malgré tout, c'est en Coupe de France que le milieu de terrain connaît sa plus grosse déception en se faisant éliminer dès le 7e tour par la petite équipe de l'Entente SSG. Malgré une décevante 12e place, Kondogbia a su se mettre en valeur grâce à son abattage à la récupération et son aisance technique et a attiré l'œil des plus grands clubs européens. Pour sa première saison en tant que titulaire, le jeune Geoffrey dispute 37 rencontres et inscrit un but.
Le club connaissant des difficultés financières, Geoffrey Kondogbia décide de quitter son club formateur et s'engage pour le FC Séville après avoir disputé 40 rencontres et inscrit un but pour le Racing Club de Lens.

#### Séville FC (2012-2013)
Le 24 juillet 2012, Geoffrey Kondogbia est transféré au FC Séville pour un montant de 4 millions d'euros, où il signe un contrat de cinq ans où il récupère le no 22. Il rappelle ainsi Seydou Keita, ancien illustre milieu du RC Lens qui a rejoint les Sevillistas avant de voir sa carrière décoller et partir au Barça la saison suivante.
Remplaçant en début de saison, il connait sa première titularisation le 5 octobre 2012 face au Celta Vigo lors de la 7e journée et une défaite 2-0. Il s'impose comme un titulaire indiscutable à la suite de la déconvenue subie face à l'Atlético Madrid (4-0) lors de la 13e journée de la Liga. Il distille sa première passe décisive sous les couleurs sévillanes contre l'Espanyol Barcelone lors de la 15e journée (2-2). Il faut attendre, le 28 janvier 2013 et le 21e acte de la Liga pour voir Kondogbia inscrire son premier but en Espagne face à Grenade où il reprend victorieusement de la tête un corner tiré par Ivan Rakitić pour l'ouverture du score (3-0). Ce match est aussi le deuxième de son nouvel entraîneur, Unai Emery, qui a remplacé Míchel deux semaines auparavant et qui titularise pour la première fois le jeune français sous ses ordres. En effet, Kondogbia avait été aligné, pour la première fois depuis plus d'un mois, sur le banc lors des débuts d'Emery. En Copa del Rey, Kondogbia et les siens effectuent un très beau parcours éliminant tour à tour l'Espanyol Barcelone (3-1 ; 0-3), Majorque (0-5 ; 1-2), le Real Saragosse (0-0 ; 4-0). En demi-finale les Sévillans affrontent l'Atlético Madrid. À l'aller, le match s'avère être très brutal, marqué notamment par une expulsion côté madrilène (Diego Godín, 55e) et deux côté sévillan (Emir Spahić, 48e et Fernando Navarro, 85e) pour une défaite 2-1, les trois buts ayant été marqués sur pénalty. Au retour, le FC Séville remonte 2 buts pour revenir à 2-2 mais le score n'évoluant plus, est logiquement éliminé par les futurs vainqueurs Colchoneros. Par ailleurs, les Sévillans terminent de nouveau le match à neuf à la suite des exclusions de Gary Medel à la 76e et de Kondogbia dans les arrêts de jeu (90e+2) pour un tacle sur Diego Costa. Cette expulsion suscitera une polémique côté Espagnol puisque, sur Twitter, Kondogbia accuse Diego Costa d'insultes racistes, ce qui aurait causé son énervement et donc le tacle qui lui a valu son renvoi aux vestiaires. Comme la saison précédente, le milieu sévillan aura disputé 37 matchs pour un but pour sa seule saison au FC Séville, soit le même total que sa dernière saison au RC Lens.
Annoncé sur le départ, le milieu de terrain joue tout de même trois matchs avec son club espagnol dont ses quinze premières minutes en Coupe d'Europe contre le Śląsk Wrocław (4-1) avant de payer lui-même sa clause de résiliation à hauteur de 20 millions € et de se retrouver libre de s'engager où il le souhaite, démarche rarissime dans le milieu du football. Au total, il aura joué 40 fois pour le FC Séville, ne marquant qu'à une seule reprise.

#### AS Monaco (2013-2015)

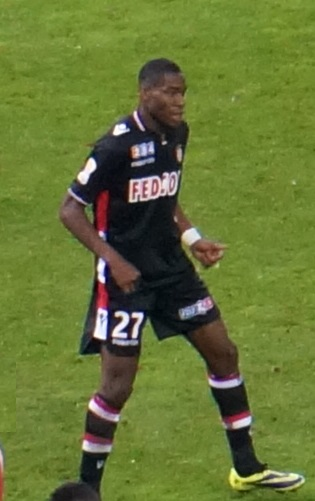
Geoffrey Kondogbia sous les couleurs de l'AS Monaco.

Alors qu'on l'annonçait dans les plus grands clubs d'Europe comme l'Inter Milan, l'AC Milan ou le Real Madrid, Kondogbia rejoint l'AS Monaco, qui lui "rembourse" sa clause libératoire de 20 millions d'euros, pour cinq ans et choisit le no 27, le no 22 étant la propriété d'Éric Abidal,. Cette manœuvre se trouve au cœur d'une polémique judiciaire puisqu'illégale, elle permet au club de recruter un "joueur libre" et d'éviter de verser les 5 % d'indemnités obligatoires au club formateur, le RC Lens. Sur le Rocher, l'ancien lensois arrive dans une équipe ambitieuse qui vient de recruter de joueurs de renoms comme Radamel Falcao, James Rodríguez, João Moutinho, Jérémy Toulalan, Éric Abidal, Ricardo Carvalho auxquels viendra s'ajouter Dimitar Berbatov dès l'hiver.
Promus, son club et lui n'ont pas à disputer de Coupes d'Europe cette saison et peuvent donc se concentrer sur le titre de Champion de France. Il dispute son premier match sous son nouveau maillot face au FC Lorient où Monaco s'impose 1-0. Après un démarrage canon, l'AS Monaco reste deuxième à mi-saison. Lors de la 21e journée de Ligue 1, le jeune Kondogbia distribue face à Toulouse (0-2) avant de récidiver la journée suivante contre l'OM (2-0). Il faut attendre la 35e journée et un déplacement victorieux à Ajaccio pour assister au premier but de Kondogbia sous les couleurs de l'ASMFC (1-4). Une belle saison qui verra Monaco terminer sur la deuxième marche du podium derrière le PSG et donc directement qualifié pour la Ligue des champions qu'il n'a encore jamais disputée. En Coupe de France, Kondogbia et les siens réalisent un beau parcours avec en point d'orgue la victoire 6-0 contre le RC Lens, alors dans le trio de tête de la Ligue 2. C'est Guingamp, futur vainqueur de la compétition qui sortira les joueurs du Rocher en demi-finale au bout de la prolongation (1-1 ; 3-1 ap p). Seule désillusion, la précoce élimination en Coupe de la Ligue, sorti par le Stade de Reims dès le premier match de Kondogbia dans la compétition, en 16e de finale (1-0). Au total, Geoffrey Kondogbia aura pris part à 31 matchs pour Monaco marquant un petit but lors de cette première saison sous les ordres de Claudio Ranieri.
Geoffrey Kondogbia, bien que très souvent titulaire la saison précédente, devient indiscutable et récupère le no 22, son numéro fétiche, à la suite du départ d'Éric Abidal. Deux défaites d'entrées à domicile contre Lorient (1-2) puis à Bordeaux et des débuts poussifs avec une victoire en cinq rencontres pour trois défaites et un nul. Vient alors la Ligue des champions et premier match de Kondogbia dans la Reine des Compétitions face au Bayer Leverkusen gagné 1-0. C'est le bol d'air du club qui peine en Ligue 1 mais parvient à tirer son épingle du jeu dans son groupe en C1. Comme la saison précédente, c'est face à un club corse que le jeune milieu de terrain ouvre son compteur, mais cette fois-ci contre le SC Bastia lors de la 11e journée. Kondogbia se blesse lors de l'échauffement d'avant-match face à Rennes le 29 novembre et est tenu écarté des terrains pendant deux mois, victime d'une lésion musculaire à la cuisse droite. Durant son absence, l'ASMFC redresse la barre en Championnat remportant six victoires en neuf rencontres pour recoller au trio de tête composé de Lyon, Paris et Marseille. Il manquera également le match décisif en Coupe d'Europe face au Zénith qualifiant les Français aux dépens des Russes (2-0), s'emparant même de la tête du Groupe C à la surprise générale grâce, notamment, au nul 0-0 dans l'autre match de la poule entre le Bayer Leverkusen et le Benfica Lisbonne. Sa blessure lui fera rater l'intégralité de la Coupe de la Ligue où les siens seront arrêtés aux tirs au but par Bastia en demi-finale (0-0 ap ; 6-7 tab). Le 8 février 2015, Kondogbia fait son retour lors de la défaite contre la surprenant équipe de Guingamp (1-0) tombeuse, entre autres, du PSG. Le 25 février, malgré sa première place en phase de poule de Ligue des champions, le Monaco de Kondogbia se déplace à Arsenal, grand habitué de la compétition. Critiqués pour leur jeu parfois jugé trop défensif,, les joueurs de Leonardo Jardim frappent un grand coup en s'imposant 1-3 à l'Emirates Stadium où Kondogbia explose une nouvelle fois aux yeux de l'Europe inscrivant un missile des 30 mètres et en éclaboussant le match de tout son talent durant les 90 minutes. Conséquence directe de sa très bonne prestation, Arsenal et Manchester United se manifestent en vue de le recruter l'été suivant au moment où l'international français retrouve son meilleur niveau. Quelques jours plus tard, l'aventure en Coupe de France s'arrête en Quart de finale pour Kondogbia, stoppé par le Paris Saint-Germain au Parc des Princes (2-0). Malgré une défaite à domicile 0-2 face à Arsenal au retour, Kondogbia et les siens se qualifient grâce aux buts inscrits à l'extérieur permettant notamment au jeune milieu d'être rappelé en sélection près de deux ans après sa dernière apparition dans le groupe. Le 14 avril 2015, en quarts de finale de Ligue des champions, Monaco est défait 1-0 au match aller contre la Juventus et ne pourra faire mieux qu'un nul 0-0 au retour, synonyme d'élimination. Après cette désillusion, Kondogbia et Monaco se recentrent sur le Championnat pour conserver leur troisième place et retrouver les joies de la C1 via les barrages. Lors de la 34e journée, face à son club formateur, le RC Lens, Geoffrey Kondogbia porte le brassard de capitaine de l'ASMFC pour la première fois et est auteur d'une belle prestation (0-3). Avec quatre victoires en cinq matchs et malgré une défaite face à son plus dangereux poursuivants, l'OM (2-1), le Rocher conserve sa place sur la dernière marche du podium. Geoffrey Kondogbia dispute 33 rencontres toute compétitions confondues pour deux buts dont un en Ligue 1 en 23 matchs.
Auteur d'une grosse saison et de trois derniers mois étincelants, Geoffrey Kondogbia a tapé dans l'œil d'Arsenal après son but face au club londonien et est désormais courtisé par de plus en plus de grands clubs européens comme l'Inter Milan, Manchester City, le FC Barcelone, la Juventus de Turin, le Milan AC. et dernièrement le Real Madrid. Ce sont les deux clubs milanais qui s'arrachent le joueur qui choisira finalement l'Inter Milan. Au total, Kondogbia aura inscrit quatre buts en 64 matchs sous le maillot monégasque.

#### Inter Milan (2015-2017)
Alors que tout semble bouclé pour un transfert de 35 millions d'euros à l'AC Milan, c'est finalement le rival, l'Inter Milan qui signe le jeune français pour 40 millions d'euros. Kondogbia s'engage pour cinq ans et touchera 3,5 millions € de salaire annuel qui en font le joueur le mieux payé de l'effectif nerazzurri. Avec le montant de son transfert, Geoffrey Kondogbia devient le troisième joueur le plus cher acheté par l'Inter Milan derrière Christian Vieri et Hernán Crespo mais devant des joueurs comme Ronaldo ou Zlatan Ibrahimović.
Pour ses débuts sous ses nouvelles couleurs, Kondogbia délivre une passe décisive pour Rodrigo Palacio et est à l'origine du deuxième but de Mauro Icardi lors de la victoire contre Carpi en amical (4-2). Dès le début de la Serie A, l'entraineur Roberto Mancini fait de Kondogbia sa plaque tournante indéboulonnable au milieu de terrain participant grandement à l'excellent début de saison des siens notamment lors de la solide victoire lors du Derby de la Madonnina contre le Milan AC (1-0) lors de la troisième journée. Le match suivant contre le Chievo Vérone, alors son dauphin, il distribue sa première passe décisive à l'Inter Milan à destination de Mauro Icardi pour l'unique but du match (0-1). Après cinq victoires en autant de matchs, Kondogbia et les siens trônent en tête de la Serie A. La belle série s'achève avec la réception de la Fiorentina, nouveau dauphin de l'Inter Milan, qui mène 0-3 après 22 minutes et à onze contre dix 8 minutes plus tard, avant que Kondogbia ne laisse sa place à la mi-temps et la place de leader à son adversaire du soir (1-4). Malgré le bon début de saison des siens qui trustent les premières places, l'apport de Kondogbia est jugé insuffisant par son entraineur qui décide de le laisser sur le banc pendant plusieurs rencontres. Il retrouve une place de titulaire avec la réception du Torino où le Français, à la réception du tête de Rodrigo Palacio, reprend le ballon de façon acrobatique pour inscrire le seul but de la rencontre et permettre à son équipe de reprendre les rênes de la Série A au soir de la 12e journée. Si Geoffrey Kondogbia est régulièrement aligné au sein du onze de Roberto Mancini, il ne peut empêcher la défaite surprise des siens dans les arrêts de jeu contre Sassuolo qui prive les Intéristes du titre honorifique de Champions d'Hiver à la fin de la phase aller et se voient même relégués à la troisième place après avoir été en tête jusque-là (0-1). Peu à son avantage sur le terrain, Kondogbia est également victime de la méforme des siens et se retrouve désormais sur le banc. C'est depuis cette place qu'il assistera intégralement aux deux nuls face à l'Atalanta Bergame (1-1) et le promu de Carpi dans les arrêts de jeu (1-1) et l'humiliation dans le Derby de la Madonnina face à l'ennemi du Milan AC où Kondogbia a failli s'engager l'été dernier avant de retourner sa veste au dernier moment pour aller chez le voisin de l'Inter Milan (3-0). Les Milanais et Kondogbia ne gagnent plus depuis le début 2016 hormis un quart de finale de Coupe d'Italie contre le leader du Napoli (2-0) avant de se faire sortir en demi par la Juventus Turin, deux matchs durant lesquels le Français a disputé toute la partie (3-0). Critiqué en raison de ses performances jugées moyennes et de son salaire, il est nommé Bidon d'or 2016.

#### Valence CF (2017-2020)
Le 21 août 2017, il est prêté au Valence CF avec option d'achat de 25 millions d'euros. Le 24 mai 2018, Valence CF leve l'option d'achat et il signe un contrat de quatre ans soit jusqu'en 2022 avec une clause liberatoire de 80 millions d'euros. Le 17 septembre 2018, il est touché à la cheville lors du choc contre le Real Betis Balompié (0-0), après seulement 14 minutes de jeu. Titulaire contre Manchester United en Ligue des champions, il se blesse deux mois d'absence en décembre. Après une qualification aux dépens du Celtic Glasgow en Ligue Europa. Valence se déplaçait sur la pelouse de Leganés, Kondogbia ouvre le score en marquant le premier but de la saison. Le 17 avril 2019, Geoffrey est hospitalisé. Déjà blessé à plusieurs reprises cette saison, il subit une intervention à la suite d'« une nouvelle hémorragie de son hématome intramusculaire ».
En octobre 2020, Kondogbia critique vivement le président du Valence CF, Anil Murthy, l'accusant d'avoir détruit un projet ambitieux et de l'avoir trompé. Des critiques qui lui valent d'être sanctionné en interne.

#### Atlético de Madrid (2020-2023)
Le 3 novembre 2020, il rejoint l'Atlético de Madrid pour une durée de quatre ans,. Il joue son premier match sous ses nouvelles couleurs le 7 novembre suivant, lors d'une rencontre de championnat face au Cádiz CF. Il entre en jeu à la place de Koke lors de cette rencontre remportée par son équipe sur le score de quatre à zéro.
Le 9 janvier 2022, Kondogbia inscrit son premier but pour l'Atlético, lors d'une rencontre de championnat face au Villarreal CF. Il se fait également expulser ce jour-là, recevant un second carton jaune. Les deux équipes se séparent sur un match nul (2-2).
Durant son passage à l'Atlético, il évolue préférentiellement au milieu de terrain dans un système en double pivot. Il a aussi joué ponctuellement en défense dans un système à trois défenseurs.

#### Olympique de Marseille (2023-)
Le 30 juin 2023, Kondogbia rejoint l'Olympique de Marseille (OM) après son départ de l'Atlético. Il s'engage pour quatre saisons et l'indemnité de transfert est évaluée à huit millions d'euros. À l'issue de la saison 2023-2024, Roberto De Zerbi est nommé entraîneur de l'OM et il envisage initialement d'écarter Kondogbia de son groupe. Un entretien entre les deux hommes amène De Zerbi à changer d'avis.

### Carrière internationale

#### Équipe de France (2008-2015)
Grand espoir du football français, Geoffrey Kondogbia est incontournable dans toutes les catégories de jeunes. C'est lors de la dernière étape avant les A que l'ancien Sang & Or va connaître la consécration. Le 13 juillet 2013, il fait partie de l'équipe qui remporte la Coupe du monde U20 durant laquelle il a été un titulaire indiscutable dans l'entrejeu aux côtés de Paul Pogba. D'ailleurs, il inscrit deux buts dans la compétition faisant de lui le troisième meilleur buteur de son équipe derrière Yaya Sanogo (4 buts), Florian Thauvin (3 buts) et à égalité avec Jean-Christophe Bahebeck.
Il est convoqué pour la première fois chez les Espoirs en octobre 2013 et y fait ses débuts le 10 lors d'une victoire 4-1 en Arménie, en portant le brassard de capitaine.
Ses bonnes performances lors du sacre des Bleuets au Mondial U20 lui valent d'être appelé chez les A par Didier Deschamps le 8 août 2013 pour affronter la Belgique en match de reprise où il est titularisé au milieu de terrain pendant plus d'une heure (0-0). Le 19 mars 2015, il profite de ses bonnes performances en club et de la blessure de Paul Pogba la veille de la liste des 23 pour être rappelé en équipe de France pour affronter le Brésil et le Danemark près de deux ans après sa dernière apparition dans le groupe. Le jeune milieu entre en jeu contre le Brésil et se montre à son avantage malgré la défaite (1-3).
Face au Danemark, match amical des éliminatoires de l'Euro 2016 puisque la France est déjà qualifiée en tant que pays organisateur, Kondogbia est titulaire et adresse une passe décisive à Olivier Giroud (2-0). Malgré le retour de Paul Pogba, Kondogbia se fait une place dans le groupe français et s'il manque le match de gala contre la Belgique (3-4) en devenant papa, il est de retour pour l'Albanie avec le légendaire no 10 sur les épaules, mais les Bleus s'inclinent à la surprise générale (0-1).
Le 29 août 2016, Didier Deschamps le rappelle en Équipe de France pour remplacer le milieu de terrain de Crystal Palace, Yohan Cabaye pour les matchs face à l'Italie en amical et face à la Biélorussie lors des éliminatoires de la Coupe du monde 2018. Il fait ainsi son retour dans le groupe, un an après le match face à la Serbie en septembre 2015, mais n'entre pas en jeu.

#### Équipe de République centrafricaine (2018-)
Geoffrey Kondogbia est originaire de la République centrafricaine. N'ayant représenté l'équipe de France que lors de matches amicaux, il reste éligible pour représenter les Fauves du Bas-Oubangui dans le futur.
Le 31 août 2018, Kondogbia est convoqué par la République centrafricaine pour un match face à la Guinée, mais doit finalement déclarer forfait. Il reste donc disponible pour les deux sélections mais son choix semble se porter vers la République centrafricaine.
Le 30 septembre 2018, il est convoqué de nouveau contre la Côte d'Ivoire, dans le cadre des qualifications pour la CAN 2019. Le 12 octobre 2018, il connaît sa première sélection à cette occasion (défaite 4-0). Quelques-jours plus tard, il déclare avoir accompli son rêve en rejoignant la sélection de Centrafrique. Le 18 novembre 2018, il marque son premier but avec Les fauves face au Rwanda (2-2). Son but marqué dans les arrêts de jeu permet à son équipe d'arracher in extremis le point du match nul. Cependant à la suite de ce match nul, les deux équipes sont éliminées de la course à la qualification de la CAN 2019 au profit de la Guinée et de la Côte d'ivoire.

## Statistiques

### En club
| Saison                | Club                   | Championnat           | Championnat | Championnat | Championnat | Coupe nationale | Coupe nationale | Coupe nationale | Coupe de la Ligue | Coupe de la Ligue | Coupe de la Ligue | Supercoupe | Supercoupe | Supercoupe | Compétition(s) continentale(s) | Compétition(s) continentale(s) | Compétition(s) continentale(s) | Compétition(s) continentale(s) | Total | Total | Total |
| Saison                | Club                   | Division              | M.          | B.          | P.d.        | M.              | B.              | P.d.            | M.                | B.                | P.d.              | M.         | B.         | P.d.       | Comp.                          | M.                             | B.                             | P.d.                           | M.    | B.    | P.d.  |
| 2010-2011             | RC Lens                | Ligue 1               | 3           | 0           | 0           | 0               | 0               | 0               | -                 | -                 | -                 | -          | -          | -          | -                              | -                              | -                              | -                              | 3     | 0     | 0     |
| 2011-2012             | RC Lens                | Ligue 2               | 32          | 1           | 2           | 1               | 0               | 0               | 4                 | 0                 | 0                 | -          | -          | -          | -                              | -                              | -                              | -                              | 37    | 1     | 2     |
| Sous-total            | Sous-total             | Sous-total            | 35          | 1           | 2           | 1               | 0               | 0               | 4                 | 0                 | 0                 | -          | -          | -          | -                              | -                              | -                              | -                              | 40    | 1     | 2     |
| 2012-2013             | Séville FC             | Liga                  | 31          | 1           | 1           | 6               | 0               | 1               | -                 | -                 | -                 | -          | -          | -          | -                              | -                              | -                              | -                              | 37    | 1     | 2     |
| 2013-2014             | Séville FC             | Liga                  | 2           | 0           | 0           | -               | -               | -               | -                 | -                 | -                 | -          | -          | -          | C3                             | 1                              | 0                              | 0                              | 3     | 0     | 0     |
| Sous-total            | Sous-total             | Sous-total            | 33          | 1           | 1           | 6               | 0               | 1               | -                 | -                 | -                 | -          | -          | -          | -                              | 1                              | 0                              | 0                              | 40    | 1     | 2     |
| 2013-2014             | AS Monaco              | Ligue 1               | 26          | 1           | 2           | 4               | 1               | 0               | 1                 | 0                 | 0                 | -          | -          | -          | -                              | -                              | -                              | -                              | 31    | 2     | 2     |
| 2014-2015             | AS Monaco              | Ligue 1               | 23          | 1           | 1           | 2               | 0               | 0               | 0                 | 0                 | 0                 | -          | -          | -          | C1                             | 8                              | 1                              | 0                              | 33    | 2     | 1     |
| Sous-total            | Sous-total             | Sous-total            | 49          | 2           | 3           | 6               | 1               | 0               | 1                 | 0                 | 0                 | -          | -          | -          | -                              | 8                              | 1                              | 0                              | 64    | 4     | 3     |
| 2015-2016             | Inter Milan            | Serie A               | 26          | 1           | 0           | 4               | 0               | 0               | -                 | -                 | -                 | -          | -          | -          | -                              | -                              | -                              | -                              | 30    | 1     | 0     |
| 2016-2017             | Inter Milan            | Serie A               | 24          | 1           | 0           | 2               | 0               | 0               | -                 | -                 | -                 | -          | -          | -          | -                              | -                              | -                              | -                              | 26    | 1     | 0     |
| Sous-total            | Sous-total             | Sous-total            | 50          | 2           | 0           | 6               | 0               | 0               | -                 | -                 | -                 | -          | -          | -          | -                              | -                              | -                              | -                              | 56    | 2     | 0     |
| 2017-2018             | Valence CF (prêt)      | Liga                  | 31          | 4           | 4           | 5               | 0               | 0               | -                 | -                 | -                 | -          | -          | -          | -                              | -                              | -                              | -                              | 36    | 4     | 4     |
| 2018-2019             | Valence CF             | Liga                  | 19          | 1           | 1           | 3               | 0               | 0               | -                 | -                 | -                 | -          | -          | -          | C1+C3                          | 5+2                            | 0                              | 0                              | 29    | 1     | 1     |
| 2019-2020             | Valence CF             | Liga                  | 27          | 1           | 0           | 1               | 0               | 0               | -                 | -                 | -                 | 1          | 0          | 0          | C1                             | 5                              | 1                              | 0                              | 34    | 2     | 0     |
| 2020-2021             | Valence CF             | Liga                  | 5           | 0           | 0           | -               | -               | -               | -                 | -                 | -                 | -          | -          | -          | -                              | -                              | -                              | -                              | 5     | 0     | 0     |
| Sous-total            | Sous-total             | Sous-total            | 82          | 6           | 5           | 9               | 0               | 0               | -                 | -                 | -                 | 1          | 0          | 0          | -                              | 12                             | 1                              | 0                              | 104   | 7     | 5     |
| 2020-2021             | Atlético de Madrid     | Liga                  | 25          | 0           | 0           | 2               | 0               | 0               | -                 | -                 | -                 | -          | -          | -          | C1                             | 0                              | 0                              | 0                              | 27    | 0     | 0     |
| 2021-2022             | Atlético de Madrid     | Liga                  | 28          | 1           | 2           | 1               | 0               | 0               | -                 | -                 | -                 | 1          | 0          | 0          | C1                             | 9                              | 0                              | 0                              | 39    | 1     | 2     |
| 2022-2023             | Atlético de Madrid     | Liga                  | 20          | 0           | 2           | 4               | 0               | 0               | -                 | -                 | -                 | -          | -          | -          | C1                             | 3                              | 0                              | 0                              | 27    | 0     | 2     |
| Sous-total            | Sous-total             | Sous-total            | 73          | 1           | 4           | 7               | 0               | 0               | -                 | -                 | -                 | 1          | 0          | 0          | -                              | 12                             | 0                              | 0                              | 93    | 1     | 4     |
| 2023-2024             | Olympique de Marseille | Ligue 1               | 26          | 0           | 0           | 1               | 0               | 0               | -                 | -                 | -                 | -          | -          | -          | C1+C3                          | 1+13                           | 0+1                            | 0+1                            | 41    | 1     | 1     |
| 2024-2025             | Olympique de Marseille | Ligue 1               | 25          | 0           | 0           | 1               | 0               | 0               | -                 | -                 | -                 | -          | -          | -          | -                              | -                              | -                              | -                              | 26    | 0     | 0     |
| 2025-2026             | Olympique de Marseille | Ligue 1               | 1           | 0           | 0           | -               | -               | -               | -                 | -                 | -                 | -          | -          | -          | -                              | -                              | -                              | -                              | 1     | 0     | 0     |
| Sous-total            | Sous-total             | Sous-total            | 52          | 0           | 0           | 2               | 0               | 0               | -                 | -                 | -                 | -          | -          | -          | -                              | 14                             | 1                              | 1                              | 68    | 1     | 1     |
| Total sur la carrière | Total sur la carrière  | Total sur la carrière | 374         | 13          | 15          | 37              | 1               | 1               | 5                 | 0                 | 0                 | 2          | 0          | 0          | -                              | 47                             | 3                              | 1                              | 465   | 17    | 17    |

### En sélection nationale
| Saison                | Sélection             | Phases finales        | Phases finales | Phases finales | Phases finales | Éliminatoires CDM | Éliminatoires CDM | Éliminatoires CDM | Éliminatoires EURO/CAN | Éliminatoires EURO/CAN | Éliminatoires EURO/CAN | Matchs amicaux | Matchs amicaux | Matchs amicaux | Total | Total | Total |
| Saison                | Sélection             | Compétition           | M              | B              | Pd             | M                 | B                 | Pd                | M                      | B                      | Pd                     | M              | B              | Pd             | M     | B     | Pd    |
| --------------------- | --------------------- | --------------------- | -------------- | -------------- | -------------- | ----------------- | ----------------- | ----------------- | ---------------------- | ---------------------- | ---------------------- | -------------- | -------------- | -------------- | ----- | ----- | ----- |
| 2013-2014             | France                | Coupe du monde 2014   | -              | -              | -              | 0                 | 0                 | 0                 | -                      | -                      | -                      | 1              | 0              | 0              | 1     | 0     | 0     |
| 2014-2015             | France                | -                     | -              | -              | -              | -                 | -                 | -                 | -                      | -                      | -                      | 4              | 0              | 1              | 4     | 0     | 1     |
| 2015-2016             | France                | Euro 2016             | -              | -              | -              | -                 | -                 | -                 | -                      | -                      | -                      | 0              | 0              | 0              | 0     | 0     | 0     |
| 2016-2017             | France                | -                     | -              | -              | -              | 0                 | 0                 | 0                 | -                      | -                      | -                      | -              | -              | -              | 0     | 0     | 0     |
| Sous-total            | Sous-total            | Sous-total            | -              | -              | -              | 0                 | 0                 | 0                 | -                      | -                      | -                      | 5              | 0              | 1              | 5     | 0     | 1     |
| 2018-2019             | Rép. centrafricaine   | -                     | -              | -              | -              | -                 | -                 | -                 | 3                      | 1                      | 0                      | -              | -              | -              | 3     | 1     | 0     |
| 2020-2021             | Rép. centrafricaine   | -                     | -              | -              | -              | -                 | -                 | -                 | 3                      | 0                      | 0                      | 2              | 0              | 0              | 5     | 0     | 0     |
| 2022-2023             | Rép. centrafricaine   | -                     | -              | -              | -              | -                 | -                 | -                 | 3                      | 1                      | 0                      | -              | -              | -              | 3     | 1     | 0     |
| 2023-2024             | Rép. centrafricaine   | -                     | -              | -              | -              | 4                 | 1                 | 1                 | -                      | -                      | -                      | -              | -              | -              | 4     | 1     | 1     |
| 2024-2025             | Rép. centrafricaine   | -                     | -              | -              | -              | 2                 | 0                 | 0                 | 5                      | 0                      | 0                      | -              | -              | -              | 7     | 0     | 0     |
| Sous-total            | Sous-total            | Sous-total            | -              | -              | -              | 6                 | 1                 | 1                 | 14                     | 2                      | 0                      | 2              | 0              | 0              | 22    | 3     | 1     |
| Total sur la carrière | Total sur la carrière | Total sur la carrière | -              | -              | -              | 6                 | 1                 | 1                 | 14                     | 2                      | 0                      | 7              | 0              | 1              | 27    | 3     | 2     |

## Palmarès
Après avoir été vice-champion de France avec l'AS Monaco, Geoffrey Kongogbia remporte son premier titre sous les couleurs du Valence CF soulevant la Coupe d'Espagne 2019. Parti ensuite à l'Atlético de Madrid, il y est Champion d'Espagne en 2021. Avec l'Olympique de Marseille, il est vice-champion de France en 2025.
Avec l'équipe de France des moins de 20 ans, il remporte la Coupe du monde en 2013.
| AS Monaco                                         | Valence CF (1)                          | Atlético Madrid (1)                          | Olympique de Marseille                            | Equipe de France -20 ans (1)                    |
| ------------------------------------------------- | --------------------------------------- | -------------------------------------------- | ------------------------------------------------- | ----------------------------------------------- |
| - Championnat de France : - Vice-champion en 2014 | - Coupe d'Espagne : - Vainqueur en 2019 | - Championnat d'Espagne : - Champion en 2021 | - Championnat de France : - Vice-champion en 2025 | - Coupe du monde - 20 ans : - Champion en 2013. |

## Vie privée
Le frère de Geoffrey, Evans, est un ancien international centrafricain qui jouait au poste d'attaquant.
Il se marie le 19 juin 2019 avec sa fiancée Morgane au cours d'une cérémonie luxueuse au château de Baronville, près de Paris. Parmi les 400 invités reçus pendant deux jours de festivités se trouvaient de nombreuses stars du football, comme Paul Pogba, ou Kurt Zouma du Chelsea FC.